# Castrolibero
Castrolibero – miejscowość i gmina we Włoszech, w regionie Kalabria, w prowincji Cosenza.
Według danych na rok 2004 gminę zamieszkiwały 10 044 osoby, 913,1 os./km².

## Miasta partnerskie
- Siemiatycze